# كامبي بيزنسيو
Campi Bisenzio كامبي بيزنسيو، مدينة إيطالية في مقاطعة فلورنسا ضمن إقليم توسكانا، وتقع على بعد حوالي 10 كلم شمال غرب مدينة فلورنسا. يوم 31 كانون الأول / ديسمبر 2004 كان عدد سكانها 39،176 ومساحة 28.6 كيلومتر مربع.

## السكان
في سنة 1861 بلغ عدد السكان 12٬872 نسمة، وتطور العدد ليصل في سنة 2011 لـ 42٬929 نسمة.
يظهر هذا المخطط البياني تطور النمو السكاني لـ كامبي بيزنسيو

## توأمة
لكامبي بيزنسيو اتفاقيات توأمة مع كل من:
- أورلي
- Tipitapa [الإنجليزية]‏
- بئر لحلو
- North Lanarkshire [الإنجليزية]‏